# Frank Montaldi
Frank Montaldi (fl. XX secolo) è stato un pistard statunitense.
Montaldi partecipò ai Giochi olimpici di Saint Louis 1904 nella gara del quarto di miglio, dove fu eliminato in semifinale.

## Piazzamenti

### Competizioni mondiali
- Giochi olimpici

St. Louis 1904 - Quarto di miglio: eliminato in semifinale